# Бакенбарди
Бакенбарди (на немски: Backenbart) са ивица коса оставена необръсната между скулите и устата, по протежение на ухото. Разграничават се няколко вида бакендарди. Някои са съвсем малка ивица коса пред ушите, докато други са големи, широки и стигат почти до брадичката. Има и такива, които се свързват директно с мустаците. За да се наричат бакенбарди обаче най-основното е брадичката да е обръсната гладко.
На древна мозайка Александър Велики е изобразен с бакенбарди. Те добиват популярност отново в Европа в края на XVIII век и особено по Наполеоново време, първо сред военните офицери, а след това и в други области. По-късно стават популярни целите бради. Бакенбардите се завръщат отново през 1950-те, когато Джеймс Дийн и Елвис Пресли ги правят отново на мода. Те остават на мода докъм 1970-те. Макар че се срещат рядко и днес, те са по-скоро проява на принадлежност към някаква група, отколкото мода.
- Александър Велики
- Пушкин с бакенбарди
- Елвис с бакенбарди 1970 г.
- Матю Бродерик, 2009 г.